# Farul vechi din Sulina (malul drept)
Farul vechi din Sulina de pe malul drept este un far situat în aval de orașul Sulina, pe malul drept al Dunării (digul de sud al Canalului Sulina), aproape de vărsarea fluviului în Marea Neagră. În romanul Europolis de Jean Bart este denumit și „Farul Verde”. Farul a fost scos din funcțiune în urma lucrărilor de prelungire în mare a digurilor gurii Canalului Sulina, începute în anul 1922.

## Caracteristici
Farul a fost construit în formă de turn circular din metal ușor și are o înălțime de 11,6 metri (38 de picioare). Pe uscat, accesul la far din se realizează printr-un lung dig de piatră care îl conectează cu orașul Sulina.
Pe malul stâng al Dunării (digul de sud al Canalului Sulina), situat chiar față în față cu farul de pe malul drept, se găsește alt far vechi, scos și el din uz după prelungirea digurilor gurii Canalului Sulina.

## Istoric
Un document otoman vechi atestă că primul far din Sulina a fost construit pe malul stâng al Dunării, în jurul anului 1745, la inițiativa lui Beshir Agha, personalitate a Imperiului Otoman. Documentul mai amintește că localnicii trebuiau să se ocupe de îngrijirea farului și să furnizeze ceara necesară pentru iluminat.
Actualul far a fost construit pe malul drept, în 1887 de catre Comisia Europeană a Dunării. El a funcționat până în anul 1922, când a fost dizlocat de pe postamentul său ca urmare a începerii lucrărilor de prelungire în mare a digurilor de protecție a gurii Canalului Sulina. În anul 1960, farul a fost reinstalat pe soclul său pentru a conferi autenticitate peisajului.